# Eleição municipal do Recife em 1996
A Eleição Municipal do Recife em 1996 foi realizada em 3 de outubro do mesmo ano, para eleger um prefeito, um vice-prefeito e 41 vereadores na capital do estado de Pernambuco, no Brasil. O deputado Roberto Magalhães, do Partido da Frente Liberal (PFL), foi eleito com 50,93% dos votos, sendo vitorioso ainda no primeiro turno em disputa com sete adversários: João Braga (PSDB), João Paulo (PT), Pedro Corrêa (PPB), Roberto Freire (PPS), João Olímpio Valença (PSC), Joaquim Oliveira Magalhães (PSTU) e Jurandyr Mendes Alves (PT do B). O prefeito, o vice-prefeito e os vereadores eleitos tomaram posse de seus cargos no dia 1° de janeiro de 1997 e seus mandatos terminaram no dia 31 de dezembro de 2000.

## Candidatos[1]
| Número | Número | Candidato(a) a prefeito | Candidato(a) a prefeito                                     | Candidato(a) a vice-prefeito | Candidato(a) a vice-prefeito                              | Coligação |
| ------ | ------ | ----------------------- | ----------------------------------------------------------- | ---------------------------- | --------------------------------------------------------- | --- |
|        | 16     |                         | Joaquim Oliveira (PSTU) Joaquim Oliveira Magalhães          |                              | Maria de Lourdes (PSTU) Maria de Lourdes Feitosa da Silva | Partido não coligado - Partido Socialista dos Trabalhadores Unificado (PSTU) |
|        | 45     |                         | João Braga (PSDB) João Batista Meira Braga                  |                              | Sérgio Longman (PSDB) Sérgio Longman                      | "Avança Recife" - Partido da Social Democracia Brasileira (PSDB) - Partido Social Liberal (PSL) - Partido Verde (PV) |
|        | 20     |                         | João Olímpio Valença (PSC) João Olímpio Valença de Mendonça |                              | Dibulo Veras (PL) Dibulo Veras Coutinho da Silva          | "Frente Independente do Recife" - Partido Social Cristão (PSC) - Partido Liberal (PL) - Partido dos Aposentados da Nação (PAN) |
|        | 13     |                         | João Paulo (PT) João Paulo Lima e Silva                     |                              | Marcos Paiva (PDT) Marcos José de Paiva Sousa             | "Recifeliz" - Partido dos Trabalhadores (PT) - Partido Democrático Trabalhista (PDT) - Partido Comunista Brasileiro (PCB) |
|        | 70     |                         | Jurandy Mendes (PTdoB) Jurandy Mendes Alves                 |                              | Rogério Barbosa (PTdoB) Rogério Carlos Alves Barbosa      | Partido não coligado - Partido Trabalhista do Brasil (PTdoB) |
|        | 11     |                         | Pedro Corrêa (PPB) Pedro da Silva Corrêa Neto               |                              | Manoel Ferreira (PPB) Manoel Ferreira da Silva            | Partido não coligado - Partido Progressista Brasileiro (PPB) |
|        | 23     |                         | Roberto Freire (PPS) Roberto João Pereira Freire            |                              | Fernando Lyra (PSB) Fernando Soares Lyra                  | "Frente Popular do Recife" - Partido Popular Socialista (PPS) - Partido Socialista Brasileiro (PSB) - Partido da Mobilização Nacional (PMN) - Partido Comunista do Brasil (PCdoB) - Partido Geral dos Trabalhadores (PGT) - Partido Republicano Progressista (PRP) |
|        | 25     |                         | Roberto Magalhães (PFL) Roberto Magalhães Melo              |                              | Raul Henry (PMDB) Raul Jean Louis Henry Júnior            | "União pelo Recife" - Partido da Frente Liberal (PFL) - Partido do Movimento Democrático Brasileiro (PMDB) - Partido Trabalhista Brasileiro (PTB) - Partido Renovador Trabalhista Brasileiro (PRTB)                                                                |

## Pesquisas[3]
Segundo dados divulgados pelo Instituto Datafolha no dia 2 de outubro de 1996, Roberto Magalhães liderava as intenções de voto pela população, com 47%.
| Categorias              | 9 de julho de 1996 | 13 de agosto de 1996 | 26 de agosto de 1996 | 2 de setembro de 1996 | 9 de setembro de 1996 | 26 e 27 de setembro de 1996 | 01 e 2 de outubro de 1996 |
| ----------------------- | ------------------ | -------------------- | -------------------- | --------------------- | --------------------- | --------------------------- | ------------------------- |
| Roberto Magalhães (PFL) | 41                 | 49                   | 42                   | 40                    | 45                    | 46                          | 47                        |
| João Braga (PSDB)       | 9                  | 12                   | 20                   | 18                    | 19                    | 17                          | 17                        |
| João Paulo (PT)         | 5                  | 8                    | 10                   | 9                     | 9                     | 12                          | 12                        |
| Em branco/ Nulo/ Nenhum | 14                 | 7                    | 10                   | 9                     | 8                     | 6                           | 6                         |
| Não Sabe                | 9                  | 11                   | 10                   | 9                     | 7                     | 7                           | 7                         |

| Categorias              | 26 e 27/09 | 01 e 02/10 |
| ----------------------- | ---------- | ---------- |
| Roberto Magalhães (PFL) | 61         | 62         |
| João Braga (PSDB)       | 23         | 22         |
| João Paulo (PT)         | 16         | 16         |

## Resultados[1]

### Prefeito
| 1º Turno 3 de outubro de 1996 | 1º Turno 3 de outubro de 1996 | 1º Turno 3 de outubro de 1996 | 1º Turno 3 de outubro de 1996 |
| Candidato(a)                  | Vice                          | Votação                       | Votação                       |
| Candidato(a)                  | Vice                          | Total                         | Porcentagem                   |
| ----------------------------- | ----------------------------- | ----------------------------- | ----------------------------- |
| Roberto Magalhães (PFL)       | Raul Henry (PMDB)             | 317.625                       | 50,96%                        |
| João Braga (PSDB)             | Sérgio Longman (PSDB)         | 119.539                       | 19,18%                        |
| João Paulo (PT)               | Marcos Paiva (PDT)            | 105.160                       | 16,87%                        |
| Pedro Corrêa (PPB)            | Manoel Ferreira (PPB)         | 50.378                        | 8,08%                         |
| Roberto Freire (PPS)          | Fernando Lyra (PSB)           | 22.065                        | 3,54%                         |
| João Olímpio Valença (PSC)    | Dibulo Veras (PL)             | 4.684                         | 0,75%                         |
| Joaquim Oliveira (PSTU)       | Maria de Lourdes (PSTU)       | 2.393                         | 0,39%                         |
| Jurandy Mendes (PTdoB)        | Rogério Barbosa (PTdoB)       | 1.406                         | 0,23%                         |
| Total de votos válidos        | Total de votos válidos        | 623.250                       | 100,00%                       |
| Votos apurados                |                               |                               |                               |
| Votos válidos                 | Votos válidos                 | 623.250                       | 86,05%                        |
| Votos em branco               | Votos em branco               | 19.572                        | 2,70%                         |
| Votos nulos                   | Votos nulos                   | 81.459                        | 11,25%                        |
| Total de votos apurados       | Total de votos apurados       | 724.281                       | 100,00%                       |
| Eleitores                     |                               |                               |                               |
| Comparecimento                | Comparecimento                | 724.281                       | 81,65%                        |
| Abstenções                    | Abstenções                    | 162.826                       | 18,35%                        |
| Total de eleitores            | Total de eleitores            | 887.107                       | 100,00%                       |